# Nonzeville
Nonzeville là một xã, nằm ở tỉnh Vosges trong vùng Grand Est của Pháp. Xã này có diện tích 1,62 km², dân số năm 1999 là 51 người. Xã này nằm ở khu vực có độ cao trung bình 340 m trên mực nước biển. Nonzeville thuộc Cộng đồng các xã l'Arentèle-Durbion-Padozel.
Dân địa phương tiếng Pháp gọi là Nonzevillois.

## Biến động dân số
| 1503 | 1558 | 1618 | 1648 | 1708 | 1794 |
| ---- | ---- | ---- | ---- | ---- | ---- |
| 166  | 193  | 115  | 29   | 103  | 76   |

| 1800 | 1806 | 1820 | 1831 | 1836 | 1841 | 1846 | 1856 | 1861 | 1866 | 1871 | 1876 | 1881 | 1886 | 1891 | 1896 |
| ---- | ---- | ---- | ---- | ---- | ---- | ---- | ---- | ---- | ---- | ---- | ---- | ---- | ---- | ---- | ---- |
| 61   | 82   | 95   | 195  | 110  | 107  | 124  | 108  | 102  | 95   | 123  | 104  | 106  | 102  | 93   | 92   |

| 1901 | 1906 | 1911 | 1921 | 1926 | 1931 | 1936 | 1946 | 1954 | 1962 | 1968 | 1975 | 1982 | 1990 | 1999 |
| ---- | ---- | ---- | ---- | ---- | ---- | ---- | ---- | ---- | ---- | ---- | ---- | ---- | ---- | ---- |
| 89   | 79   | 68   | 67   | 73   | 66   | 59   | 49   | 56   | 58   | 50   | 56   | 48   | 60   | 51   |